# صالح الماجری
صالح الماجری (عربی: صالح الماجري؛ زادهٔ ۱۵ ژوئن ۱۹۸۶) بازیکن بسکتبال اهل تونس است.
از باشگاه‌هایی که در آن بازی کرده‌است می‌توان به دالاس ماوریکس و باشگاه بسکتبال اوبرادویرو اشاره کرد.
وی در مسابقات کشوری و بین‌المللی در مجموع برندهٔ ۳ مدال طلا، ۲ مدال برنز شده‌است.